# Blood Tribe (grup neonazi)
Blood Tribe és un grup neonazi fundat i liderat per Christopher Pohlhaus, un antic marine convertit en tatuador. Pohlhaus va obtenir rellevància a Internet l'any 2020 distribuint propaganda i productes de la supremacia blanca. El 2021 havia començat a reclutar i anomenar els seus seguidors Blood Tribe, i el 2022 va comprar deu acres de terreny a Maine per construir un campament on els membres poguessin viure i entrenar. El 2023, els membres van començar a participar en protestes anti-LGBTQ+ i van establir capítols als Estats Units i al Canadà. Fundat al mateix temps que els grups neonazis The Base i Nationalist Social Club-131, Blood Tribe s'ha descrit a si mateix com un "grup final de conversió" pel que fa a la seva radicalització extrema.

## Rerefons
Després de servir quatre anys al Cos de Marines dels Estats Units d'Amèrica, Pohlhaus (també conegut com a "Hammer") vivia a San Antonio, Texas el 2020, treballant com a tatuador. Va aconseguir gran repercussió en línia promovent propaganda de supremacia blanca, produint pòdcasts i venent material. Va defensar la necessitat de prendre "una última posició, una guerra justa" contra aquells que "demanen la destrucció del seu dret de naixement i la seva posteritat". El 2021, Pohlhaus s'havia connectat amb altres grups de supremacia blanca i havia reclutat seguidors per a una organització de membres, anomenant-la Blood Tribe.
El maig de 2022, Pohlhaus va comprar 10,6 acres de terreny a Springfield, Maine, per construir un campament on els membres poguessin viure i entrenar.

## Activitats
El març de 2023, desenes de membres de la tribu de Blood Tribe van interrompre una Drag Queen Story Hour a prop d'Akron, Ohio, portant armes i cantant "Sieg Heil" mentre feien salutacions nazis. El maig de 2023, unes quantes desenes de membres de la Blood Tribe es van manifestar davant d'un esdeveniment drag a Columbus, Ohio. Vestits de vermell, amb la majoria amb mascaretes negres i ulleres de sol, portaven una bandera negra amb una esvàstica i una pancarta que deia "hi haurà sang". Corearen consignes com "cap transgènere als nostres carrers" i alguna cosa amb la frase "sota el sol ari". En ambdues manifestacions s'hi van unir a Blood Tribe membres del Nationalist Social Club-131.
El 2 de setembre de 2023, membres del grup antisemita Goyim Defense League es van unir als membres de la Blood Tribe per a una manifestació pública a Altamonte Springs, Florida, prop d'Orlando. Unes quantes desenes de manifestants van participar en el que van anomenar la "Marxa de les Camises Vermelles", onejant banderes amb esvàstiques, fent salutacions nazis i cridant "Heil Hitler".
L'agost de 2023, alguns funcionaris de Maine estaven considerant prohibir els camps d'entrenament de milícies com el de Blood Tribe, cosa que va plantejar problemes de llibertat d'expressió. El senador estatal Joe Baldacci va redactar un projecte de llei per criminalitzar l'oferta de formació en armes de foc, explosius o altres tàctiques amb la intenció de provocar un "desordre civil".